# Baccaurea hookeri
Baccaurea hookeri là một loài thực vật thuộc họ Phyllanthaceae. Loài này có ở Malaysia và Singapore.